# Mosiera androsiana
Mosiera androsiana là một loài thực vật có hoa trong Họ Đào kim nương. Loài này được (Urb.) Salywon mô tả khoa học đầu tiên năm 2007.